# Sergio Franchi
Sergio Franci Galli, cunoscut ca Sergio Franchi, (n. 6 aprilie 1926, Codogno, Lombardia, Regatul Italiei – d. 1 mai 1990, Stonington⁠(d), Connecticut, SUA) a fost un cântăreț (tenor) și actor italian, naturalizat american (SUA).

## Filmografie
- 1963 Sing, aber spiel nicht mit mir
- 1969 The Red Skelton Show : Le chevalier noir (2 épisodes)
- 1969: Secretul din Santa Vittoria (The Secret of Santa Vittoria), regia Stanley Kramer : Tufa
- 1981 Musical Comedy Tonight II (film TV)